# Vicente Arsenal
Vicente Arsenal (ur. 10 lipca 1948) – filipiński bokser, uczestnik Letnich Igrzysk Olimpijskich 1972. 
W 1972 roku na igrzyskach olimpijskich w Monachium, startował w turnieju w wadze papierowej. Arsenal odpadł już w pierwszej rundzie, po porażce z Jamesem Odworim z Ugandy (Arsenal przegrał przez RSC w drugiej rundzie).